# Águas Claras
Águas Claras, amtlich portugiesisch Região Administrativa de Águas Claras, ist die Verwaltungsregion RA XX und eine Satellitenstadt mit 148.940 Einwohnern im brasilianischen Bundesdistrikt. Die Satellitenstadt Brasílias ist durch Wohnhochhäuser geprägt und befindet sich etwa 20 km westlich des Zentrums Brasílias. Águas Claras grenzt an die Verwaltungsregionen Taguatinga, Vicente Pires, Park Way, Guará, Núcleo Bandeirante und Riacho Fundo an.

## Geschichte
Die Gründung von Águas Claras wurde im Dezember 1992 durch Gesetz (Lei Distrital n.º 385) beschlossen. Projektiert wurde die Stadt durch den Architekten und Stadtplaner Paulo Zimbres. Der Name „Águas Claras“ leitet sich aus einem gleichnamigen Bach her, der in der Region seinen Ursprung hat. 2003 wurde Águas Claras eine eigenständige Verwaltungsregion.

## Erholungsflächen
Águas Claras besitzt einen im Jahr 2000 eingerichteten ökologischen Park (parque ecológico). Der Park verfügt über ein Verwaltungsgebäude, Sportanlagen, Grillplätze, Spielplatz und Wege für Spaziergänger und Radfahrer.

## Verwaltung
Zur Administratorin der Verwaltungsregion wurde im Januar 2018 Jerusa Ribeiro ernannt, die ihren Vorgänger Manoel Valdeci Machado Elias ablöste.

## Verkehr
Águas Claras ist durch drei Metrostationen der Metrô Brasília an Brasília angebunden:
- Arniqueiras
- Águas Claras
- Concessionárias

Eine vierte Station Estrada Parque ist in Planung.